# Конецпольские
Конецпольские (пол. Koniecpolscy) — польский шляхетский род, происходящий из города Конецполя. Прослеживается в исторических источниках с начала XV века. Один из первых его представителей, воевода серадзский и староста куявский Якуб Конецпольский (ум. 1430), участвовал в Грюнвальдской битве 1410 года. Его старший сын Ян Ташка Конецпольский (ум. 1455) — канцлер великий коронный с 1434 года, староста лелювский, серадзский и добжиньский.
В XVI веке Конецпольские распадаются на две ветви — гетманскую и каштелянскую. Самым знаменитым представилем гетманской ветви стал великий гетман коронный Станислав Конецпольский (1591—1646), воевавший против шведского короля Густава II Адольфа, участвовавший в осаде Смоленска и отражении татарских набегов. В 1620 году в битве по Цецорой Станислав Конецпольский попал в турецкий плен и провёл в нём около трёх лет. В середине XVII века Конецпольские достигают наибольшего политического влияния, став владельцами обширных земель на Подолье и Брацлавщине. Конецпольскими было заложено селение Конецполь на Кодыме (1622—1633), укрепление в Саврани на Южном Буге (1635—1640); им среди прочих принадлежала слобода Тясмино (Смела), местечки Микулинцы и Язловец.
В 1630 году хозяином селенья Подгорцы (Плеснеск — летописный город времён Древнерусского государства; с середины XV до конца XVIII вв. входили в состав имения Олеско и административно относились к Львовской земле Русского воеводства; ныне Золочевский район, на Западном Буге) стал С. Конецпольский, выстроивший вместо старого укрепления дворец-замок (1635—1640 гг., архитектор А. дель Аква, инженер Г. Боплан), ставший одной из наиболее эффектных магнатских резиденций на территории Речи Посполитой.
В 1630-х годах под руководством инженера Г. Боплана в Баре на месте деревянной возводится каменная крепость-замок (Барский замок), и город становится резиденцией коронного гетмана Станислава Конецпольского.
По его приказу в июле 1635 года на Днепре была также сооружена крепость Кодак с целью изолировать Запорожскую Сечь от Украины. Также он вошёл в историю как жестокий подавитель казацких восстаний, в частности восстаний Жмайло (1625), Федоровича (1630), Сулимы (август 1635; разрушивших Кодак), Павлюка (1637), Острянина и Гуни (1638).
Во второй половине XVII столетия могущество рода Конецпольских пошло на спад. Александр Конецпольский был наголову разбит казаками Богдана Хмельницкого в битве под Пилявцами 1648 года, едва избежав плена.
Последним крупным представителем рода Конецпольских был Станислав-Ян Конецпольский — могущественный магнат, великий обозный коронный, подольский воевода с 1679 года, активно проводивший политику польской Короны на украинских землях.
Род Конецпольских угас в 1719 году.

## Известные представители рода
- Конецпольский, Александр (ок. 1555—1609) — каштелян и воевода серадзцкий, староста жарновецкий.
- Конецпольский, Станислав (1591—1646) — Великий Коронный Гетман Речи Посполитой. Каштелян краковский.
- Конецпольский, Александр (1620—1659) — великий коронный хорунжий Речи Посполитой, староста переяславский, чигиринский, проскуровский и корсуньский, долинский, каневский. Активный участник войн с казаками Богдана Хмельницкого.
- Конецпольский, Ян Александр (1635—1719) — староста балинский и серадзцкий, конюший великий коронный, воевода брацлавский и серадзкий.